# Municipio de Mandt
El municipio de Mandt (en inglés: Mandt Township) es un municipio ubicado en el condado de Chippewa en el estado estadounidense de Minnesota. En el año 2010 tenía una población de 152 habitantes y una densidad poblacional de 1,65 personas por km².

## Geografía
El municipio de Mandt se encuentra ubicado en las coordenadas 45°5′58″N 95°40′17″O / 45.09944, -95.67139. Según la Oficina del Censo de los Estados Unidos, el municipio tiene una superficie total de 91.9 km², de la cual 91,73 km² corresponden a tierra firme y (0,19 %) 0,17 km² es agua.

## Demografía
Según el censo de 2010, había 152 personas residiendo en el municipio de Mandt. La densidad de población era de 1,65 hab./km². De los 152 habitantes, el municipio de Mandt estaba compuesto por el 96,05 % blancos, el 0,66 % eran asiáticos, el 1,97 % eran isleños del Pacífico y el 1,32 % eran de una mezcla de razas. Del total de la población el 0 % eran hispanos o latinos de cualquier raza.